# Trường đua Bahrain International
Trường đua Bahrain International (tiếng Ả Rập: حلبة البحرين الدولية, đã Latinh hoá: Ḥalba al-Baḥrayn ad-Dawliyya) là một trường đua dài 5,412 km được khai trương vào năm 2004 và được sử dụng cho drag-racing, giải đua xe GP2 (nay là FIA Formula 2), và giải đua ô tô Công thức 1 Bahrain hàng năm. 2004 là lần đầu tiên một chặng đua Công thức 1 được tổ chức ở Trung Đông.

## Lịch sử
Việc xây dựng trường đua Bahrain International là lợi ích quốc gia ở Bahrain. Dự án được hỗ trợ bởi Sheikh Salman ibn Hamad ibn Isa Al Khalifa, Thái tử Bahrain, một người đam mê đua xe thể thao và cũng là Chủ tịch Liên đoàn Ô tô Bahrain. Đầu năm 2004, khi đường đua chưa hoàn thành, ban tổ chức lo ngại giải đua ô tô Công thức 1 Bahrain chỉ có thể tổ chức vào năm 2005. Cuối cùng, trường đua chưa hoàn thành trước cuộc đua vào tháng 4 năm 2004 nhưng tuyến đường cho cuộc đua đã được làm sạch.

## Thiết kế
Trường đua này được thiết kế bởi kiến trúc sư người Đức Hermann Tilke. Ông cũng chính là kiến trúc sư thiết kế cho trường đua Sepang International ở Malaysia. Nhà thầu chính của dự án này là Cebarco-WCT. Dự án này tốn khoảng 56,2 triệu Dinar Bahrain (150 triệu USD) để xây dựng. Trường đua này có sáu phần riêng biệt, bao gồm một đường đua hình bầu dục thử nghiệm và một đường thẳng.
Tọa lạc ở giữa sa mạc, người ta lo lắng rằng cát sẽ thổi vào đường đua và làm gián đoạn cuộc đua. Tuy nhiên, các nhà tổ chức đã có thể giữ cát khỏi đường đua bằng cách phun chất kết dính lên cát xung quanh đường đua. Bề mặt của đường đua được làm bằng đá greywacke được vận chuyển đến Bahrain từ mỏ đá Bayston Hill ở Shropshire, Anh. Vật liệu bề mặt được các ông chủ trường đua và các tay đua Công thức 1 đánh giá cao về độ bám cao mà nó mang lại.

## Kiểu đường tổ chức các chặng đua Công thức 1
Trường đua Bahrain International sử dụng nhiều kiểu đường để tổ chức các giải đua khác nhau, trong đó có ba kiểu đường từng được tổ chức các chặng đua Công thức 1.

Kiểu đường Grand Prix được F1 sử dụng từ 2004–2009 và từ 2012-nay
Kiểu đường Endurance được F1 sử dụng vào năm 2010
Kiểu đường Outer được sử dụng ở chặng đua GP Sakhir 2020
Kiểu đường Paddock
Kiểu đường Oasis / Inner
Kiểu đường Oval

## Các kỷ lục thời gian được lập tại trường đua
Dưới đây là các kỷ lục vòng chạy của các giải đua được tổ chức ở trường đua Bahrain International
| Giải đua                                  | Tay đua                                   | Xe                                        | Thời gian                                 | Ngày                                      |
| Kiểu đường Grand Prix 5.412 km (2005–nay) | Kiểu đường Grand Prix 5.412 km (2005–nay) | Kiểu đường Grand Prix 5.412 km (2005–nay) | Kiểu đường Grand Prix 5.412 km (2005–nay) | Kiểu đường Grand Prix 5.412 km (2005–nay) |
| ----------------------------------------- | ----------------------------------------- | ----------------------------------------- | ----------------------------------------- | ----------------------------------------- |
| Công thức 1                               | Pedro de la Rosa                          | McLaren MP4-20                            | 1:31.447                                  | 3 tháng 4 năm 2005                        |
| LMP1                                      | Lucas di Grassi                           | Audi R18                                  | 1:41.511                                  | 19 tháng 11 năm 2016                      |
| GP2                                       | Stoffel Vandoorne                         | Dallara GP2/11                            | 1:43.166                                  | 20 tháng 11 năm 2015                      |
| FIA Formula 2                             | Charles Leclerc                           | Dallara GP2/11                            | 1:44.074                                  | 16 tháng 4 năm 2017                       |
| Formula V8                                | Yu Kanamaru                               | Dallara T12                               | 1:48.216                                  | 18 tháng 11 năm 2017                      |
| GP3                                       | Luca Ghiotto                              | Dallara GP3/13                            | 1:48.228                                  | 21 tháng 11 năm 2015                      |
| LMP2                                      | Paul di Resta                             | Oreca 07                                  | 1:48.579                                  | 14 tháng 12 năm 2019                      |
| GT1                                       | Jamie Davies                              | Maserati MC12 GT1                         | 1:56.478                                  | 25 tháng 11 năm 2005                      |
| LM GTE                                    | Miguel Molina                             | Ferrari 488 GTE Evo                       | 1:56.942                                  | 14 tháng 12 năm 2019                      |
| MRF Challenge                             | Bent Viscaal                              | Dallara Formulino Pro                     | 2:00.349                                  | 13 tháng 12 năm 2019                      |
| GT3                                       | Ben Barnicoat                             | McLaren 720S GT3                          | 2:00.675                                  | 9 tháng 1 năm 2021                        |
| GT2                                       | Mike Rockenfeller                         | Porsche 911 (996) GT3-RSR                 | 2:01.821                                  | 25 tháng 11 năm 2005                      |
| Ferrari Challenge                         | Louis Prette                              | Ferrari 488 Challenge                     | 2:03.716                                  | 17 tháng 2 năm 2019                       |
| Supercars                                 | Shane van Gisbergen                       | Ford FG Falcon                            | 2:06.910                                  | 27 tháng 2 năm 2010                       |
| FIA GT-Group 2                            | Vanina Ickx                               | Gillet Vertigo Streiff                    | 2:08.227                                  | 25 tháng 11 2005                          |
| TCR Touring Car                           | Gianni Morbidelli                         | Honda Civic Type R TCR (FK2)              | 2:12.602                                  | 2 tháng 4 năm 2016                        |
| GT4                                       | Warren Hughes                             | McLaren 570S GT4                          | 2:12.966                                  | 9 tháng 1 năm 2021                        |
| Kiểu đường Outer 3.543 km (2004-nay)      |                                           |                                           |                                           |                                           |
| Công thức 1                               | George Russell                            | Mercedes-AMG F1 W11 EQ Performance        | 0:55.404                                  | 6 tháng 12 năm 2020                       |
| FIA F2                                    | Mick Schumacher                           | Dallara F2 2018                           | 1:04.087                                  | 5 tháng 12 năm 2020                       |
| GT3                                       | Ayhancan Güven                            | Porsche 911 (991 II) GT3 Cup              | 1:14.335                                  | 5 tháng 12 năm 2020                       |
| Kiểu đường Endurance 6.299 km (2005-nay)  |                                           |                                           |                                           |                                           |
| Công thức 1                               | Fernando Alonso                           | Ferrari F10                               | 1:58.287                                  | 14 tháng 3 năm 2010                       |
| GP2 Asia                                  | Luca Filippi                              | Dallara GP2/08                            | 2:09.823                                  | 13 tháng 3 năm 2010                       |
| Kiểu đường Paddock 3.823 km (2004-nay)    |                                           |                                           |                                           |                                           |
| Supercars                                 | Jason Bright                              | Ford BA Falcon                            | 1:24.910                                  | 24 tháng 11 năm 2006                      |
| Kiểu đường Oasis 2.550 km (2004-nay)      |                                           |                                           |                                           |                                           |
| GT3                                       | Bashar Mardini                            | Porsche 911 (991) GT3 Cup                 | 1:03.819                                  | 10 tháng 3 năm 2017                       |
| TCR Touring Car                           | Josh Files                                | Porsche 911 (991) GT3 Cup                 | 1:09.824                                  | 11 tháng 3 năm 2017                       |
| Kiểu đường Grand Prix 5.417 km (2004)     |                                           |                                           |                                           |                                           |
| Công thức 1                               | Michael Schumacher                        | Ferrari F2004                             | 1:30.252                                  | 4 tháng 4 năm 2004                        |
| Công thức 3                               | Jamie Green                               | Dallara F304                              | 1:54.048                                  | 10 tháng 12 năm 2004                      |